# Гринвальд, Артур Александрович
Артур Александрович фон Гринвальд (12 марта 1847, Эстляндская губерния, Российская империя — 20 июля 1922, Таллин, Эстония) — генерал-адъютант, генерал от кавалерии, командовал 30-м драгунским Ингерманландским Великого Герцога Саксен-Веймарского полком; Кавалергардским полком.

## Биография
Родился 12 (24) марта 1847 года в семье известного эстляндского общественного и политического деятеля Александра Егоровича фон Гринвальда (1805—1886) и баронессы Паулины, урождённой Унгерн-Штернберг (1817—1852). В 1860—1864 годах учился в Домском рыцарском училище в Ревеле.
В 1865—1866 годах в течение трёх семестров изучал камеральные науки в Дерптском университете и 25 мая 1866 года корнетом поступил на службу в Кирасирский Её Величества лейб-гвардии полк. В этом полку он прослужил до 8 октября 1870 года, когда с производством в чин есаула он был переведён в Семиреченское казачье войско. В 1871 году, командуя сотней, участвовал в Кульджинском походе наказного атамана Семиреченских казаков генерал-лейтенанта Г.А. Колпаковского. За отличие в боях под Алимту, Чинга-Ходзи, Сайдуном и за взятие крепости Кульджи был произведен в войсковые старшины и награждён орденами Св. Станислава 3-й степени с мечами и бантом и Св. Анны 3-й степени с мечами и бантом.
В 1873 году Гринвальд был назначен командиром вновь сформированной 5-й сотни и в этой должности принял участие в Хивинском походе в составе Туркестанского отряда под командованием генерала К. П. Кауфмана. Отличился в боях у колодца Адам-Кармичан, при Алты-Кудуке, Уч-Учаке, Шейх-Арыке, при занятии города Хивы, в стычке с туркменским племенем иомудов при Базаркете, в боях при Чандыре, Ана-Мурат-Бее и Кончуке. За боевые отличия в этом походе он был произведён в подполковники (пр. 1874; ст. 18.01.1874; за боевые отличия) и награждён орденами Св. Станислава 2-й степени с мечами и тем же орденом с императорской короной и мечами. После повышения в чине последовало и назначение на новую должность — непродолжительное время он заведовал обучением сотен. Со 2 апреля по 24 мая 1874 года занимал должность командира 2-го конного полка Семиреченского казачьего войска, а с 1 октября 1874 года — командира 1-го полка того же войска (01.10.1874-29.05.1879). Полковник (пр. 1879; ст. 26.02.1879; за отличие). С марта по октябрь 1878 года был назначен начальником пограничного Нарымского отряда. В мае 1879 года уже в чине полковника с повышением, был отчислен от должности командира конного полка Семиреченского казачьего войска с зачислением по армейской кавалерии и прикомандированием к 4-му Псковскому драгунскому полку.
С 23 марта 1884 года по 3 февраля 1892 года Гринвальд командовал 30-м драгунским Ингерманландским Великого Герцога Саксен-Веймарского полком. А после был произведен в генерал-майоры и назначен командиром Кавалергардского полка.

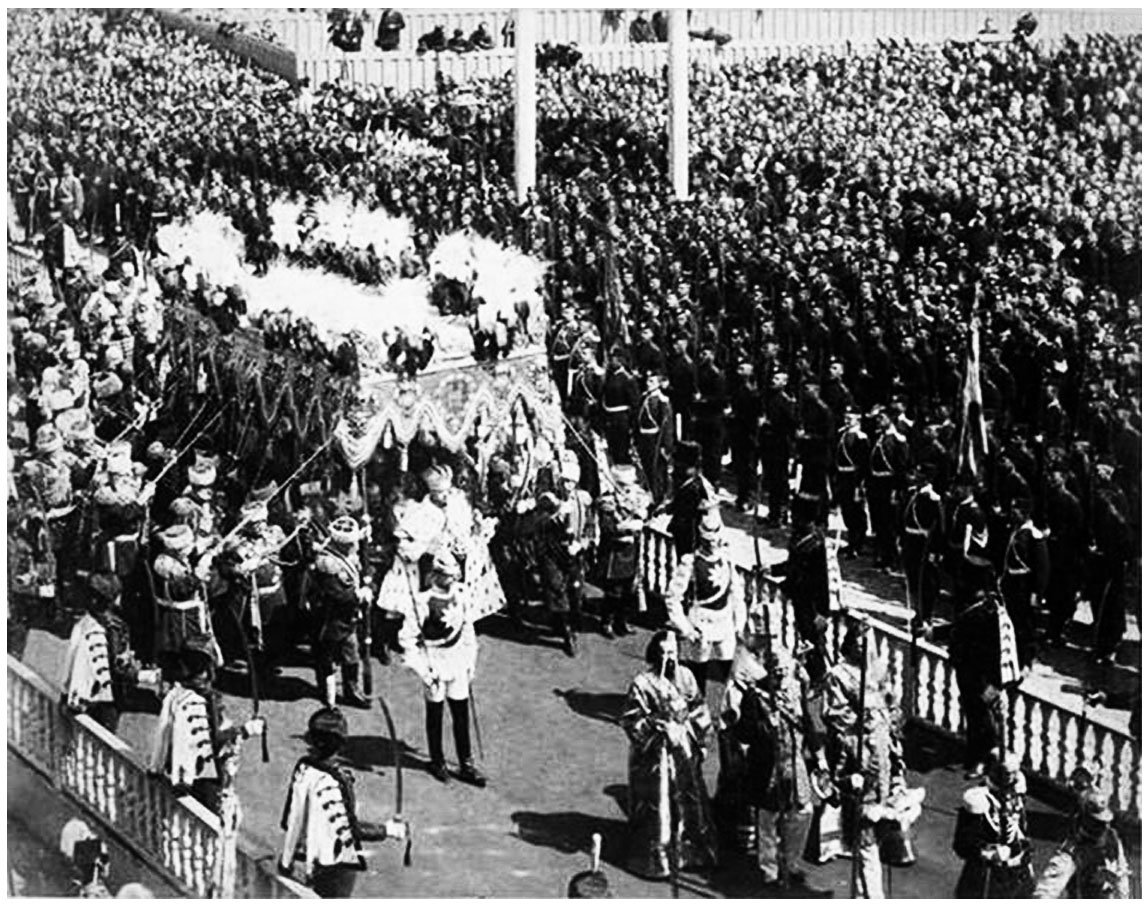
Коронация Николая II (14.05.1896)

Состоя в должности командира Кавалергардского полка, А.А. фон Гринвальд принимал непосредственное участие в коронации Императора Николая II и Императрицы Александры Федоровны (14.05.1896) находясь в личной охране Императрицы, сопровождал Её во время процессии, а также стоял на часах при Императорских тронах. После окончания всех церемоний Император Николай II выразил «Высочайшую благодарность» А.А. фон Гринвальду «за отличное выполнение возложенного на полк почетного наряда» и «за блестящий выход полка и безукоризненное его обмундирование». На следующий день был издан приказ о зачислении А.А. фон Гринвальда в Свиту Его Императорского Величества с оставлением его на должности командира полка и награждении орденом Св. Станислава 1-й степени.
11 августа 1896 года Гринвальд был назначен на должность командира 1-й бригады 1-й гвардейской кавалерийской дивизии с сохранением кавалергардского мундира. В 1897 году  переведён на должность шталмейстера Двора и управляющего придворной конюшенной частью. Помимо последней должности с 25 февраля 1901 года Гринвальд также состоял членом Совета главного управления государственного коннозаводства.
6 декабря 1899 года был произведён в генерал-лейтенанты, а в 1904 году был удостоен почётного звания генерал-адъютанта. В 1912 году был назначен на должность обер-шталмейстера и произведён в чин генерала от кавалерии. С 1913 года стал также председателем Комитета полевых лазаретов.
А. А. фон Гринвальд был награждён многими российскими наградами до ордена Св. Александра Невского включительно. Последней наградой, которой он был удостоен, стал «Знак отличия беспорочной службы за 40 лет» на георгиевской ленте (22.08.1916).
После революционных потрясений 1917 года Артур Александрович был отстранён от всех ранее занимаемых должностей и покинул Россию. Проживал в Эстонии. Умер 13 июля 1922 года в Таллине в санатории больницы Сеэвальди. Похоронен 20 июля 1922 года на родовом кладбище на мызе Оррисар (нем. Orrisaar, эст. Esna mõis).

### Воинские звания
- В службу вступил (29.05.1866)[2]
- Корнет (21.06.1867)
- Есаул (08.10.1870)
- Войсковой старшина (11.09.1871)
- Подполковник (18.01.1874)
- Полковник (26.02.1879)
- Генерал-майор (03.02.1892)
- Генерал-майор Свиты (1896)
- Генерал-лейтенант (06.12.1899)
- Генерал-адъютант (1904)
- Генерал от кавалерии (06.12.1912)

### Награды
- Орден Святого Станислава 3-й ст. с мечами и бантом (1871);
- Орден Святой Анны 3-й ст. с мечами и бантом (1871);
- Орден Святого Станислава 2-й ст.с императорской короной и мечами (1874);
- Орден Святого Владимира 4-й ст. (1886);
- Орден Святой Анны 2-й ст. (1891);
- Орден Святого Владимира 3-й ст. (1894);
- Орден Святого Станислава 1-й ст. (1896);
- Орден Святой Анны 1-й ст. (1899);
- Орден Святого Владимира 2-й ст. (1903);
- Орден Белого Орла (1906);
- Орден Святого Александра Невского (10.04.1911);
- «Знак отличия беспорочной службы за 40 лет» на георгиевской ленте (22.08.1916).

иностранные:
- Саксен-Веймарский Орден Белого сокола (1879)
- Ольденбургский Орден Заслуг герцога Петра Фридриха Людвига 1 ст. (1893)
- Персидский Орден Льва и Солнца 1 ст. (1895)
- Австрийский Орден Франца Иосифа 1 ст. (1895)
- Бельгийский Орден Леопольда I 1 ст. (1895)
- Французский Орден Почетного Легиона командорский крест (1896)
- Прусский Орден Короны 1 ст. (1899)
- Бухарский Орден Благородной Бухары с алмазами (1899)
- Румынский Орден Короны 1 ст. (1869)